# Коробиха (Ярославская область)
Коробиха — деревня в Некрасовском районе Ярославской области России. В рамках административно-территориального устройства относится к Якушевскому сельскому округу Некрасовского района, в рамках организации местного самоуправления включается в сельское поселение Бурмакино.

## География
Деревня находится на востоке центральной части области, в зоне хвойно-широколиственных лесов, на правом берегу реки Бобровая, при автодороге 78К-0025, на расстоянии примерно 20 километров (по прямой) к югу от посёлка городского типа Некрасовское, административного центра района. Абсолютная высота — 151 метр над уровнем моря.

### Климат
Климат характеризуется как умеренно континентальный, с умеренно холодной зимой и тёплым летом. Среднегодовая температура воздуха — 3,2 °C. Средняя температура воздуха самого холодного месяца (января) — −11,7 °C (абсолютный минимум — −50 °C); самого тёплого месяца (июля) — 17,6 °C (абсолютный максимум — 35 °C). Годовое количество атмосферных осадков составляет около 554 мм, из которых большая часть выпадает в тёплый период.

### Часовой пояс
Коробиха, как и вся Ярославская область, находится в часовой зоне МСК (московское время). Смещение применяемого времени относительно UTC составляет +3:00.

## Население
| 2007 | 2010 |
| ---- | ---- |
| 94   | ↘82  |

### Национальный состав
Согласно результатам переписи 2002 года, в национальной структуре населения русские составляли 74 % из 118 человек.